# 南極鈍頭鰩
南極鈍頭鰩（學名：Amblyraja georgiana），為軟骨魚綱鰩目鰩科鈍頭鰩屬的一種，分布於東南太平洋智利及南冰洋南喬治亞島海域，深度20至350公尺，體長可達115公分，棲息在深海海域，為底棲性魚類，屬肉食性，卵生，卵囊為長方形並有堅硬角狀突起，幼魚可能傾向於跟隨較大的個體，生活習性不明，可用來做為魚粉。